# ویرجینیا بیچ (ویرجینیا)
ویرجینیا بیچ (Virginia Beach) بزرگ‌ترین شهر ایالت ویرجینیا در آمریکا است.